# خط سونغاي بولوه كاجانغ
يُعتبر خط مترو الأنفاق سونغاي بولوه-كاجانغ، أو المعروف باسم خط سونغاي بولوه كاجانغ تاسع خط نقل للسكك الحديدية وثاني نظام للسكك الحديدية يعمل أوتوماتيكيًا بالكامل وبدون سائق في منطقة وادي كلانغ، في ماليزيا بعد خط كيلانا جايا. إنه جزء من نظام النقل المُوحد في وادي كلانغ. رقم الخط 9 ولونه أخضر على خرائط النقل الرسمية.
إنه واحد من ثلاثة خطوط للسكك الحديدية المُصممة في مشروع مترو أنفاق وادي كلانغ من قبل شركة مترو الأنفاق. بدأت المرحلة الأولى بين سونغاي بولوه وسيمانتان في 16 ديسمبر عام 2016. افتتح رئيس الوزراء الماليزي السابق نجيب تون عبد الرازق المرحلة الثانية بين المتحف الوطني وكلانغ في 17 يوليو عام 2017، كخدمة نقل مجانية، في حفل أُقيم في محطة تون عبد الرازق. بدأت خدمة الإيرادات الكاملة بين سونغاي بولوه وكلانغ في اليوم التالي.

## الافتتاح
قام رئيس الوزراء نجيب تون عبد الرزاق بزيارة مفاجئة لخط مترو الأنفاق، في 2 سبتمبر عام 2016. قام برحلة العودة من محطة سيمانتان وحتى محطة فيلو دامانسار والتي زارها أخيرًا.
اُفتتحت المرحلة الأولى من خط سونغاي بولوه-كاجانغ في 16 ديسمبر عام 2016، والتي يبلغ طولها 23 كم وتمتد من سيمانتان وحتى سونغاي بولوه، مرورًا بالمحطات التالية:
- سونجاي بولوه
- كامبونغ سيلامات
- كواسا دامانسارا
- كواسا سنترال
- كوتا دامانسارا
- سريان
- موتيارا دامانسارا
- بندر أوتاما
- تامان تون دكتور إسماعيل
- فيلو دامانسارا
- بوسات بندر دامانسارا
- سيمانتان

كانت أجرة هذا الجزء من الخط وطرق الحافلات الفرعية التابعة له مجانية حتى 16 يناير عام 2017. أكدت شركة مترو الأنفاق بعد ذلك بيومين، أن تكلفة إنشاء 51 كم من خط سونغاي بولوه كاجانغ ستبلغ 21 مليار رينغيت ماليزي.
- 17 يوليو عام 2017: بدأت عمليات إنشاء المرحلة الثانية من الخط من محطة سيمانتان وحتى محطة كاجانغ.[8]

قامت شركة السكك الحديدية السريعة التابعة لشركة براسارانا ماليزيا بتشغيل الخط، والتي تُدير بالفعل خط أمبانغ وخط كيلانا جايا وقطار كوالالمبور الكهربائي.

## المسار
يُغطي الخط الأول لمترو الأنفاق مسافة 51 كم من سونغاي بولوه وحتى كاجانغ، مرورًا بوسط مدينة كوالالمبور حيث يمر الخط تحت الأرض. يخدم الخط ممرًا به 1.2 مليون من السكان المقيمين داخل منطقة وادي كلانج من الشمال الغربي لكوالالمبور وحتى الجنوب الشرقي. يبدأ الخط من سونغاي بولوه التي تقع على الشمال الغربي من كوالالمبور، والذي يمتد على قناة مرتفعة حتى بوابة سيمانتان، مرورًا بكوتا دامانسارا وبندر أوتاما وسكسين 17 ووسط مدينة دامانسارا. توفر كواسا دامانسارا طريقًا متقاطعًا بين خط سونغاي بولوه كاجانغ وخط سونغاي بولوه-سيردانغ-بوتراجايا. يستمر الخط في أنفاق مزدوجة حتى بوابة مالوري، مرورًا بوسط المدينة والمثلث الذهبي في كوالالمبور. يُوفر تقاطع الطرق التبديل إلى خطوط أخرى من المتحف الوطني وحتى مالوري باستثناء كوكرين في مدينة كوالالمبور. يمر الخط خارج تامان بيرتاما عبر تشراس وينتهي في كاجانغ عبر ممر مرتفع. يخدم الخط ممرًا يُقدر عدد سكانه بـ 1.2 مليون شخص.

## الركاب
بلغ عدد الركاب أقل من 12 مليون بقليل، في الربع الثاني من عام 2018، حيث اُتبع الاتجاه الإجمالي التصاعدي. ومع ذلك، يُعتبر الخط غير ملائم للركاب كي يُغطي تكاليف البناء والتشغيل والصيانة. يجب تحقيق الهدف وهو 250,000 مسافر يوميًا لمنع حدوث خسارة في عملية التشغيل.